# Шанакдахете
Шанакдахете (д/н — бл. 150 до н. е.) — цариця (кандаке) Куша в 170—150 роках до н. е. Перша жінка — володар Кушитського царства. Національне географічне товариство Єгипту відносить Шанакдакете до 50 найважливіших політичних очільників всіх часів.

## Життєпис

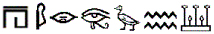
Ім'я Шанакдахете мероїтською писемністю

Про попередників її обмаль відомостей. Посіла трон близько 170 року до н. е. Статуя з Мерое (нині зберігається в Каїрі) зображує її коронацію. Прийняла чоловічу титулатуру «Син Ра» і «Володар Двох Земель» та використовували відповідні атрибути влади урей, атеф, царські шати. На статуї її намисто та сережки прикрашені козячою головою.

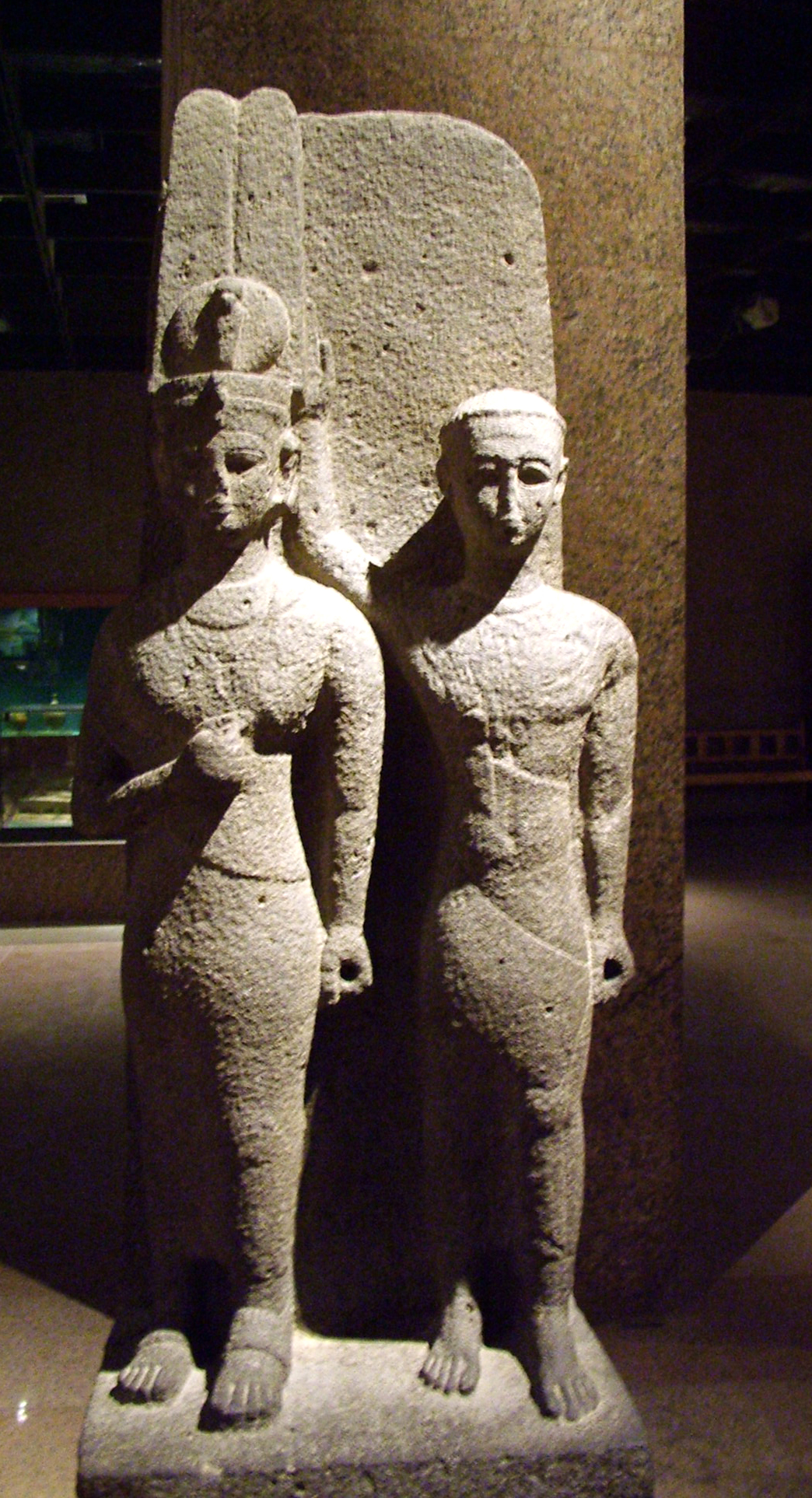
Шанакдахете з сином

Ім'я цариці збереглося на двох одвірках дверей, ймовірно, в побудованому нею храмі Амону в Нагі. Напис зроблено мероїтською писемністю, в той час як інший напис виведено єгипетськими ієрогліфами. Це — найстаріший відомий вченим зразок мероїтської писемності. Також у Накі знайдено її подвійний картуш.
Ймовірно, за її панування відбувається відродження політичної й економічної потуги держави після 16-річного розгардіяшу. Про це свідчить перебування на троні жінки, що стало вперше, та значні будівельні роботи. 
Померла близько 150 року до н. е. З нею зв'язується піраміда № 11 в Мерое, хоча в гробниці немає згадки про Шанакдакете, але там є згадка царевич, ім'я якого також згадується в написі в Нагі в контексті цариці. Спадкував син або онук Таньїдамані.